# Sport Eybl & Sports Experts

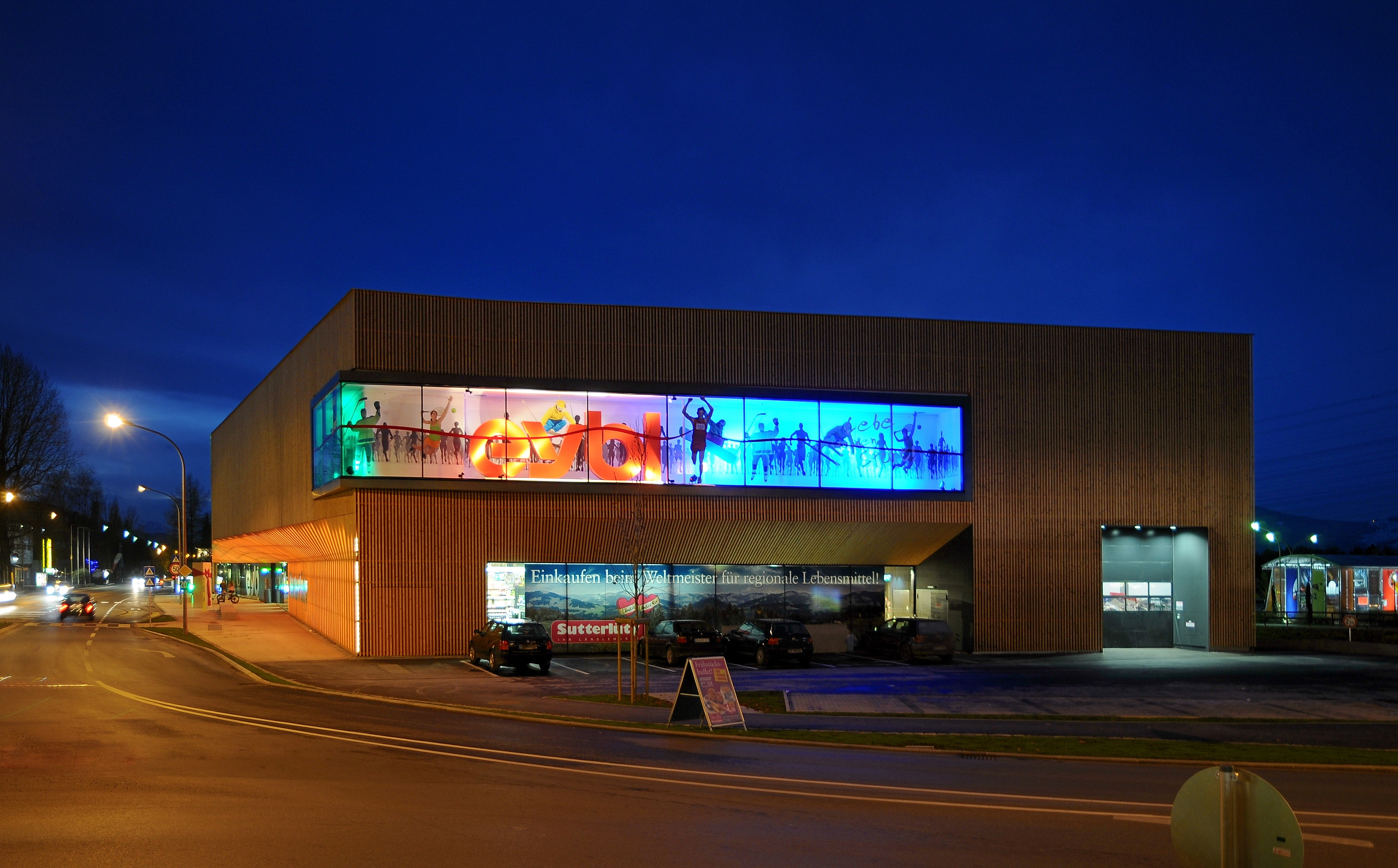
eybl in Hohenems.

Die Sport Eybl & Sports Experts GmbH (SSG) mit Sitz in Wels war Österreichs größter Sportartikeleinzelhändler. 

## Geschichte

### Sport Eybl
Das Unternehmen wurde von Ida und Ludwig Eybl 1931 gegründet. 1963 wurde Sport Eybl Mitglied der von Ludwig Eybl neugegründeten Einkaufsgenossenschaft für mittelständischer Sporteinzelhändler Intersport Österreich. 1976 eröffnete Eybl das erste Großflächen-Sporthaus in Linz. Im Jahr 1987 erhielt das Unternehmen die Staatliche Auszeichnung und darf seither das Bundeswappen im Geschäftsverkehr verwenden.

### Sports Experts
Die erste Sports-Experts-Filiale wurde im Oktober 1991 in Linz eröffnet. Im Laufe der nachfolgenden Jahre folgten weitere Geschäfte in Österreich sowie die Expansion nach Deutschland im Jahr 2001.

### Fusion
Als AG entstand das Unternehmen 1999 durch die Fusion von Sports Experts und Sport Eybl. 2008 wurde das operative Geschäft in eine GmbH ausgegliedert.
2010 hielt die SSG einen Marktanteil von rund 25 % in Österreich. Die Sport Eybl & Sports Experts GmbH bestand aus den Business Units Sport Eybl und Sports Experts und hatte insgesamt 55 Filialen in Österreich und Deutschland.

2013 befand sich das Unternehmen in wirtschaftlichen Schwierigkeiten. Im Gespräch war ein Abbau von 250 der 2200 Mitarbeiter und der Einstieg eines neuen Investors. Am 1. Juli 2013 genehmigte die Bundeswettbewerbsbehörde eine mehrheitliche Übernahme (51 %) der Sport Eybl & Sports Experts Gruppe durch die britische Sports Direct. Die Briten zahlten 10,5 Mio. € für ihren Anteil und brachten zusätzlich 30 Mio. € an Eigenkapital ein. Der Kaufpreis diente überwiegend zur Tilgung von Bankenverbindlichkeiten. Die restlichen 49 % verblieben zunächst bei der Familie Eybl.

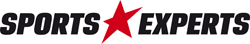
Logo der Marke Sports Experts

In einer Presseaussendung vom 22. Januar 2014 erklärte Geschäftsführerin Catrin Aschenwald-Eybl, dass Eybl ein starkes Wachstum vor allem im Onlineshop www.eybl.at verzeichnet. Mitte 2014 gab es 26 Sports-Experts-Filialen.

### Sports Direct Österreich
Am 2. April 2014 machte Sports Direct von seinem Kaufrecht Gebrauch und erwarb die restlichen 49 % von Sport Eybl. Sport Eybl war seit diesem Tag nicht mehr in Familienbesitz, sondern zu 100 % im Besitz des britischen Sportartikelhändlers. Dieser hatte zunächst angekündigt, sämtliche Sports Experts-Filialen in Sports Direct umzufirmieren und die Marke Eybl zu erhalten. Im Laufe des Jahres 2014 wurden einige Eybl-Filialen ebenfalls zu Sports Direct umfirmiert, diese Entscheidung anschließend wieder revidiert. Die letzte Eybl-Filiale wurde 2017 geschlossen.
Die finanzielle Lage der österreichischen Sports-Direct-Tochter war bereits nach Verlusten in Höhe von über 44 Millionen Euro im Geschäftsjahr 2015/16 stark angespannt, schreibt der "trend". Im Geschäftsjahr 2019/2020 reduzierte sich der Umsatz deutlich von 97 auf 68,5 Millionen. Von einst 50 Filialen waren nur noch 22 Standorte in Betrieb.